# Victor Anneke
Victor Anneke (* 1892 in Duluth, Minnesota, USA; † 20. Oktober 1937 ebenda) war ein US-amerikanischer Unternehmer deutscher Abstammung (Familie Annecke), Enkel der deutschen Sozialisten und Revolutionäre Fritz Anneke und Mathilde Franziska Anneke.

## Leben
Victor Anneke übernahm am 20. April 1920 das Management von dem Partner seines Vaters Percy Shelley Anneke August Fitger, der sich um andere Geschäftsinteressen in Kalifornien kümmerte, und später von seinem Vater Percy, der Sylvester 1923 einen Schlaganfall erlitten hatte und von seiner Tochter in Santa Barbara gepflegt wurde. Fitger war erfolgreich bei der Celite Corporation eingestiegen, dem heute immer noch weltgrößten Produzenten von Kieselgur, das unter anderem als Filtermaterial in der Bierproduktion und anderen chemischen und verfahrenstechnischen Prozessen eingesetzt wird.
Victor Anneke gelang es zusammen mit seinem neuen Partner John Beerhalter, einem bewährten Mitarbeiter von Fitger und seinem Vater Percy, das Überleben des Unternehmens in den Prohibitionsjahren durch zahlreiche nichtalkoholische Produkte wie Schokoriegel und selbst kreierte Erfrischungsgetränke (Markennamen „Extra Dry“ und „Silver Spray“) zu sichern. Gleichzeitig engagierte sich Victor als Boxpromotor und richtete in der Brauerei mit dem „Silver Spray Gym“ eine der wichtigsten Trainings- und Wettkampfstätten für den Boxsport in der Region ein. 1927–28 war Anneke Präsident des „Club 25“, des lokalen Rotary Club Chapters in Duluth, bekannte Boxgrößen wie z. B. der junge Max Schmeling aus Deutschland (der 1928 in die USA gekommen war, um dort seine Profikarriere zu starten) besuchten das Gym in Duluth. Am 7. April 1933 wurden die Prohibitionsgesetze aufgehoben und Victor Anneke konnte wieder Bier verkaufen. In einer Rundfunkansprache im lokalen Sender WEBC würdigte der CEO von Fitger’s die Bedeutung der Aufhebung der Prohibition (die von den meist lutherischen oder katholischen deutschstämmigen US-Amerikanern überwiegend abgelehnt wurde) für Wirtschaft und Gesellschaft der Stadt Duluth und der Vereinigten Staaten.
Victor hatte im Jahr 1933 einen schweren Autounfall, bei dem auch seine Frau Elsa, ein Sohn und der Chauffeur schwer verletzt wurden. Er hat sich davon nie wieder richtig erholt und starb 1937.
Seine Frau Elsa (geboren 1896) war eine bekannte Konzertpianistin, die in den 1920er bis 1950er Jahren mit großen Orchestern des Mittleren Westens aufgetreten ist, unter anderem dem St. Louis Symphony Orchestra, dem Minneapolis Symphony Orchestra, dem Chicago Symphony Orchestra, und natürlich dem lokalen Duluth Symphony Orchestra. Sie starb 1995 fast hundertjährig.
Die Familie Beerhalter übernahm 1944 die Brauerei komplett und betrieb sie, bis sie 1972 aufgrund der Übermacht der großen Bierkonzerne in Milwaukee schließen musste. Anfang der 1980er Jahre wurde Fitger’s als Erlebnishotel und Industriedenkmal wiedereröffnet und erinnert an ein Stück deutsch-amerikanischer Industriegeschichte des 19. und 20. Jahrhunderts.
Fitger’s Brewery ist heute ein im National Register of Historic Places verzeichnetes bedeutendes Industriedenkmal in Duluth, der Hafenstadt am Oberen See.